# Amphiroa
Amphiroa J.V. Lamouroux, 1812  é o nome botânico  de um gênero de algas vermelhas pluricelulares da família Corallinaceae, subfamília Amphiroideae.
São algas marinhas encontradas em regiões tropicais e subtropicais.

## Espécies
Apresenta 47 espécies taxonomicamente válidas, entre elas:
- Amphiroa tribulus (J. Ellis & Solander) J.V. Lamouroux, 1816
- Lista de espécies do gênero Amphiroa